# Cristall líquid sobre silici

Diagrama de funcionament de la tecnologia LCoS

Cristall líquid sobre silici (LCoS o LCOS: Liquid Crystal on Silicon) és una tecnologia de projecció/reproducció.

## Història
General Electric va demostrar per primera vegada una pantalla LCOS de baixa resolució a finals de 1970. [2] A partir de finals de 1990 una sèrie d'empreses va intentar desenvolupar productes per a aplicacions tant per veure de prop com de projecció.
En el CES 2004, Intel va anunciar plans per a la producció a gran escala de xips de LCoS de baix cost per al seu ús en pantalles planes. Aquests plans van ser cancel·lats a l'octubre de 2004. Sony va arribar al mercat (desembre de 2005) amb el Sony VPL-VW100-o projector "Ruby", emprant el SXRD, amb 3 LCoS fixes, cadascun amb una resolució nativa de 1920 × 1080, amb un relació de contrast declarada de 15.000:1, utilitzant un iris dinàmic.
Els desenvolupadors i fabricants que han deixat els LCOS imaging mercat inclouen: Intel, Philips, MicroDisplay Corporation (l'única companyia en portar amb èxit al mercat una pantalla de televisió LCOS.

## Tipus
Segons la tècnica que s'utilitzi per a representar els colors i el seu disseny podem realitzar una classificació en dos grans categories: tecnologies amb un únic dispositiu LCoS i tecnologies amb tres dispositius LCoS. A continuació s'explica el seu funcionament i característiques bàsiques de cada mètode, encara que cada fabricant posseeix les seves pròpies particularitats.

### Tecnologies amb un únic dispositiu LCoS
Com el seu propi nom indica, utilitzen un únic dispositiu LCoS (una única pantalla formada per partícules de cristall líquid i el seu corresponent dispositiu de silici). Es basen en al consecució dels diferents colors mitjançant filtres. En aquest apartat podem distingir dues tècniques amb dissenys diferents: la roda de color, que és la més comuna, i la denominada "Color Dots" (matriu de color).

#### Roda de color
En aquest cas s'utilitza un filtre en forma de roda que és col·locat davant de la llum provinent del llum interior, el qual (el filtre) està dividit en tres seccions, una per a cada component del color (els tres colors primaris: vermell, verd i blau). El dispositiu de silici, que és el responsable d'aplicar les diferents tensions elèctriques a les partícules de cristall líquid per canviar la seva polarització i que aquestes deixin passar més o menys quantitat de llum, se sincronitza amb la roda de color, de manera que quan la secció vermella de la roda de color es troba davant el feix de llum provinent del llum interior el dispositiu LCoS emeti la quantitat de llum corresponent al color vermell, i així succeeix també amb les altres dos seccions corresponents als altres dos colors primaris restants de la roda de color. D'aquesta manera, es mostren tres imatges, una vermella, una verda i una blava (una per a cada color primari, les components necessàries per a crear la resta de colors) a una freqüència elevada tal que l'observador visualitza una imatge en color real formada a partir del resultat que aquest integri les tres imatges en una sola.
En aquest apartat és necessari destacar un efecte visual que es produeix amb la utilització de la roda de color i que redueix considerablement la qualitat de la Fitxer: l'anomenat efecte arc iris.

##### Efecte arc iris
Aquest efecte s'observa principalment quan el contingut es caracteritza per objectes amb molta brillantor o blancs per sobre d'un fons fosc o negre (els crèdits del final d'una pel·lícula en són un exemple comú). L'efecte visual es descriu com ràfegues breus d'ombres dels tres colors primaris (vermell, verd i blau).
La percepció d'aquest efecte visual pot variar segons la persona. Algunes persones el perceben durant tot el temps, altres simplement quan mouen els seus ulls a través de la imatge, inclús hi ha persones que no el noten.
Per reduir l'aspecte d'aquest efecte s'utilitzen velocitats de rotació de la roda de color més elevades, o rodes amb més segments de color.

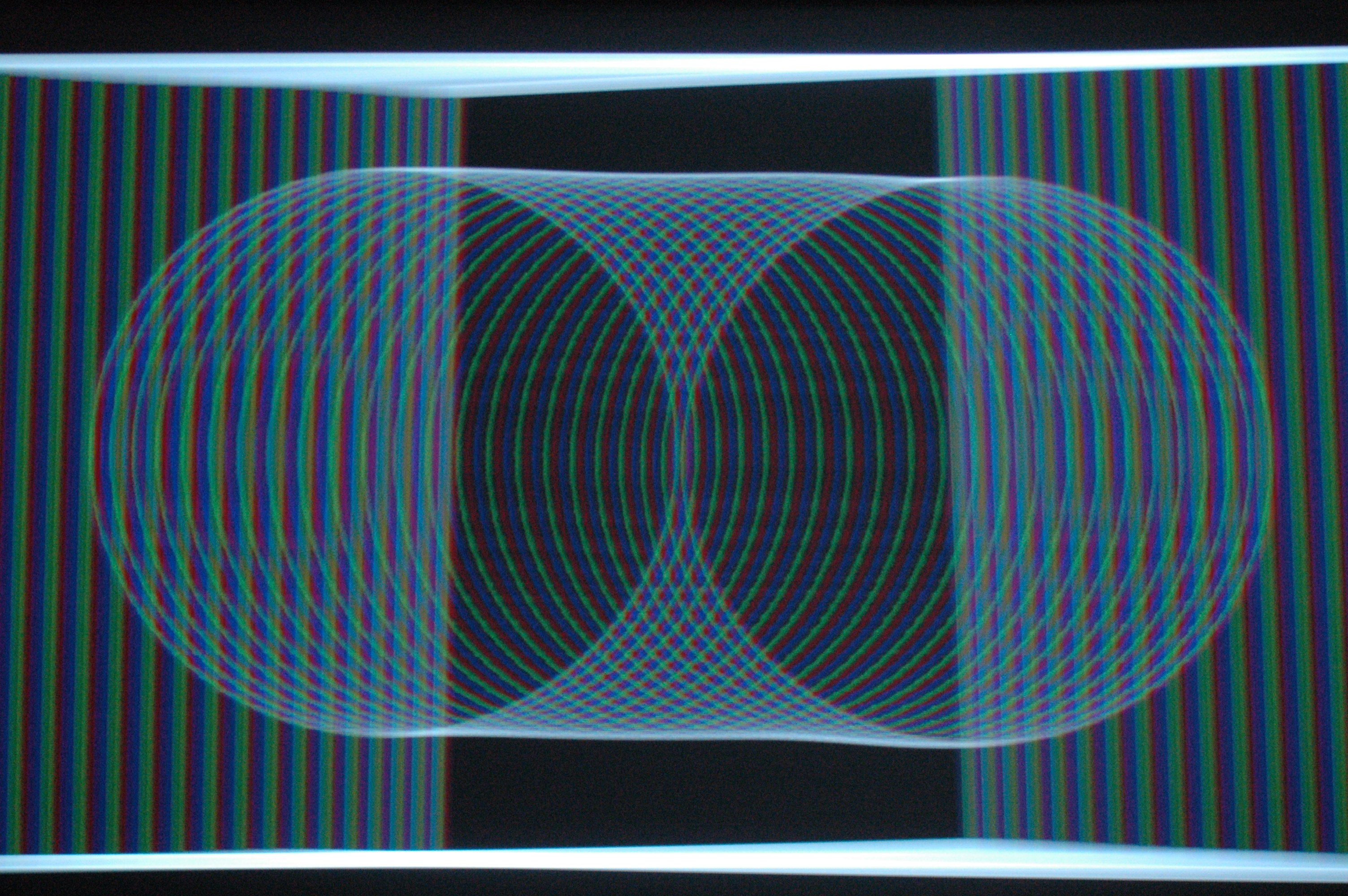

En la imatge es pot observar clarament la descripció anterior sobre l'efecte: elements amb gran brillantor i de color blanc sobre un fons fosc o negre i al seu voltant capturada una de les ràfegues breus d'ombres dels tres colors primaris (vermell, verd i blau). A grans trets, es mostren línies blanques que es divideixen en les seves components de color.

#### Matriu de color (Color Dots)
En aquest cas es divideix cada píxel en tres subpíxels i se li apliquen filtres col·locats davant el feix de llum reflectida que assigna a cadascun dels subpíxels un dels tres colors primaris, de manera que al combinar-los formen el color real.

### Tecnologies amb tres dispositius LCoS
Com el seu propi nom indica, utilitzen tres dispositius LCoS (tres pantalles formades per partícules de cristall líquid i els seus corresponents dispositius de silici) i cadascun d'ells s'encarrega de formar la imatge en un dels tres colors primaris (vermell, verd i blau). Es basen en la combinació de diferents miralls especials (que divideixen el feix de llum en dos, reflectint i deixant passar la llum simultàniament) per a dividir i conduir la llum (provinent d'un llum) fins als tres dispositius diferents i per, posteriorment, integrar les tres imatges formades per cadascun dels tres dispositius.
D'aquesta manera, mitjançant la combinació de les tres imatges en els tres colors primaris s'aconsegueix formar la imatge en color real.

## Avantatges/Inconvenients
A continuació s'enumeren els principals avantatges i els principals inconvenients que posseeix la tecnologia LCoS. Per això és inevitable la corresponent comparació amb les seves principals tecnologies competidores: LCD i DLP.

### Avantatges
- Aconsegueixen definicions molt altes amb el mínim d'elements (per exemple, en el cas de la tecnologia de projecció/reproducció DLP, per aconseguir majors resolucions són necessaris xips DMD formats per més micro miralls), degut a la poca distància existent entre píxels, de manera que s'aconsegueix una imatge molt més natural i el pixelat és pràcticament inexistent.

- Les cantonades dels seus píxels es mostren molt més suavitzades en contraposició amb les cantonades afilades dels micro miralls del sistema DLP, de manera que reprodueix una imatge molt més suau i no tan sintètica i artificial, que pot provocar una sensació d'imatge més forçada, menys natural.

- Aconsegueix millors colors saturats que LCD i DLP.

- En el cas de no posseir roda de color per a la consecució de color, no presenta els inconvenients que la seva utilització comporta com l'efecte arc iris. A algunes persones més sensibles i susceptibles a aquests factors, a més a més, els produeix vista cansada i mal de cap.

### Inconvenients
- Tecnologia més cara que altres com LCD i DLP.

- Els projectors/reproductors que utilitzen aquesta tecnologia són més pesants i menys compactes (sobretot en el cas d'utilitzar tecnologies amb tres dispositius LCoS) que altres que utilitzen tecnologies LCD i DLP.

- El seu nivell de negre és pobre, fet que fa que no aconsegueixi un contrast tan elevat com altres tecnologies.

- La vida dels llums interiors que s'utilitzen per a aquest sistema és menor i, a més a més, posseeixen un cost elevat.

- Competeix amb els projectors/reproductors DLP per ser la tecnologia utilitzada en l'arribada del cinema digital, però de moment és considerada inferior a aquesta, ja que una de les aplicacions que situen al cinema digital per sobre del cinema analògic és la reproducció en 3D, i degut a les altes freqüències de quadre necessàries per a la seva reproducció la tecnologia LCoS no està capacitada per això.

- De moment no s'ha adoptat un sistema adequat per a la seva producció massiva, i més si es tracta de la tecnologia que utilitza tres dispositius LCoS, fet que contribueix en el seu elevat cost econòmic.

- Per alguns dels seus desavantatges no es troba tan ben situat al mercat com altres sistemes de projecció/reproducció, de manera que les seves vendes són inferiors i els consumidors reben aquest fet com un signe d'inferioritat de qualitat i això contribueix a baixar més la seva posició al mercat.

## Aplicacions
- Ús domèstic com a projector/reproductor.
- En la projecció/reproducció de cinema digital.
- Interruptors i commutadors òptics.
- Emmagatzematge de dades hologràfiques.
- Projecció/reproducció de material hologràfic.